# فرع (نعمان)

تعديل مصدري - تعديل

فرع هي إحدى قرى عزلة الغول بمديرية نعمان التابعة لمحافظة البيضاء، بلغ تعداد سكانها 22 نسمة حسب تعداد اليمن لعام 2004.